# Diccionario histórico de la Compañía de Jesús
«Істори́чний словни́к Товари́ства Ісу́са» (ісп. Diccionario histórico de la Compañía de Jesús; DHCJ, DHSI) — іспанський 4-томний біографічно-тематичний словник, присвячений історії Товариства Ісуса та видатним єзуїтам. Найбільший довідник свого роду. Виданий у 2001 року в Мадриді, у кооперації Римського Інституту історії Товариства Ісуса та Комільяського папського університету. Головні редактори — Чарльз Оніл та Хоакін Марія Домінгес. Містить понад 6 тисяч статей, над якими працювало близько 700 авторів-спеціалістів. Зокрема, словник має 5637 біографії, 138 загальних статей про країни, 158 статей про різні напрямки діяльності єзуїтів і 70 статей про Інститут Товариства Ісуса. Кожна стаття має бібліографічний список за темою. Цінне довідкове джерело для вивчення історії Товариства Ісуса та Католицької церкви.

## Видання
- Diccionario histórico de la Compañía de Jesús: biográfico-temático: in 4 v. / ed. Charles E O'Neill; Joaquín María Domínguez. Roma: Institutum Historicum; Madrid: Universidad Pontificia Comillas, 2001. ISBN: 84-8468-036-3 (4 томи одним файлом) [Архівовано 26 травня 2019 у Wayback Machine.]

## Томи
1. Diccionario histórico de la Compañía de Jesús... / ed. O'Neill C. E.; Domínguez, J. M. Roma, Madrid, 2001. Т. 1 (AA-Costa Rica).
2. Diccionario histórico de la Compañía de Jesús... / ed. O'Neill C. E.; Domínguez, J. M. Roma, Madrid, 2001. Т. 2 (Costa Rossetti-Industrias).
3. Diccionario histórico de la Compañía de Jesús... / ed. O'Neill C. E.; Domínguez, J. M. Roma, Madrid, 2001. Т. 3 (Infante de Santiago-Piatkiewicz).
4. Diccionario histórico de la Compañía de Jesús... / ed. O'Neill C. E.; Domínguez, J. M. Roma, Madrid, 2001. Т. 4 (Piatti-Zwaans).